# Comité de convergence des intérêts bretons
Le comité de convergence des intérêts bretons (CCIB) est un organisme inter-professionnel, qui s'est fait connaître le 18 juin 2013. Il est composé de représentants de diverses entreprises bretonnes et d'universitaires. Il semble vouloir occuper, dans un contexte différent, la place qui a été celle du Comité d'étude et de liaison des intérêts bretons (Célib). Il se consacre à l'élaboration de propositions en matière d'économie et d'emploi.

## Première manifestation
La création du CCIB a été annoncée à la salle Robic, à Pontivy, le 18 juin 2013 par les représentants de l'Institut de Locarn, de Produit en Bretagne, d'Agriculteurs de Bretagne et de plusieurs entreprises, ainsi que le professeur de géographie, Jean Ollivro.
Le lieu a été choisi parce qu'il a abrité des réunions du Célib, ainsi que nombreux autres mouvements de revendication et la date pour rappeler l'Appel du 18 juin 1940. Un appel pastichant certaines formules du Général de Gaulle a été diffusé.

## Contexte politique
Le CCIB est l'un des compagnons de route du mouvement des Bonnets rouges apparu quatre mois plus tard et, bien qu'il n'ait pas appelé à leurs manifestations, il a pris position, lors de chacune de ses communications publiques contre l'écotaxe appliquée à la Bretagne.

## Annonce de création d'entreprises de service propres à la Bretagne
Le 6 décembre 2013, le CCIB a tenu une conférence de presse pour annoncer que des entreprises locales seraient créées tous les deux mois . Alain Glon, président de l'Institut de Locarn a précisé que « Dans (le) contexte (actuel), il est inutile d'attendre quoi que ce soit de Paris. Nous allons donc, à notre niveau, prendre nos responsabilités ». 

Le 17 février 2014, le CCIB a tenu une nouvelle conférence de presse pour annoncer la création échelonnée de plusieurs entreprises de service réunies sous l'enseigne Redéo, dont le nom est expliqué comme venant du breton Ret eo. La première entreprise annoncée pour l'année 2014 doit distribuer du gaz aux entreprises sous le nom d'Entropie-Redéo Énergie.

La création de ces entreprises s'appuie sur une association ouverte à tous et nommée Redéo et deux fonds pour les financements, Redéo-DotActions (collecte de dons) et Redéo-Investissement pour l'épargne longue. Les projets à court terme concernent les assurances, les transports scolaires et l'accès Internet.

Le but annoncé est « d'augmenter le pouvoir d'achat des Bretons...pour que les Bretons se co-construisent un avenir meilleur ». Il est proposé à « tout Breton » de s'engager « dans la réussite d’entreprises « loco-sociétales » pérennes qui répondent à leurs besoins quotidiens. ». Ces entreprises devraient offrir de tarifs 15 à 20% moins chers que les fournisseurs existants.